# La Granja, Argentina
La Granja är en ort i Argentina.   Den ligger i provinsen Córdoba, i den centrala delen av landet, 700 km nordväst om huvudstaden Buenos Aires. La Granja ligger 695 meter över havet och antalet invånare är 2 406.
Terrängen runt La Granja är platt åt sydost, men åt nordväst är den kuperad. Terrängen runt La Granja sluttar österut. Närmaste större samhälle är Jesús María, 16,9 km öster om La Granja.
Trakten runt La Granja består i huvudsak av gräsmarker. Runt La Granja är det ganska tätbefolkat, med 86 invånare per kvadratkilometer.